# إيف بيسوما
إيف بيسوما (بالفرنسية: Yves Bissouma) لاعب كرة قدم مالي من مواليد 30 أغسطس 1996. يلعب مع نادي ليل الفرنسي منذ سنة 2016، ومع المنتخب المالي.

## المسيرة مع المنتخب
شارك بيسوما مع منتخب مالي في بطولة أمم إفريقيا للمحليين 2016. تم إشراكه في مباراة نصف النهائي مع ساحل العاج وأحرز هدفا حاسما في الدقيقة 89.

## وصلات خارجية
- إيف بيسوما على موقع الاتحاد الأوربي (الإنجليزية)
- إيف بيسوما على موقع قاعدة بيانات كرة القدم.إي يو (الإنجليزية)
- إيف بيسوما على موقع ناشيونال فوتبول تيمز (الإنجليزية)
- إيف بيسوما على موقع Soccerbase.com (لاعب) (الإنجليزية)
- إيف بيسوما على موقع Soccerway.com (الإنجليزية)
- إيف بيسوما على موقع عالم كرة القدم.نت (الإنجليزية)
- إيف بيسوما على موقع AS.com (الإسبانية)